# Welchendorf
Welchendorf ist kommunal mit dem Ortsteil Seltendorf verbunden und gehört somit zur Gemeinde Frankenblick.

## Lage

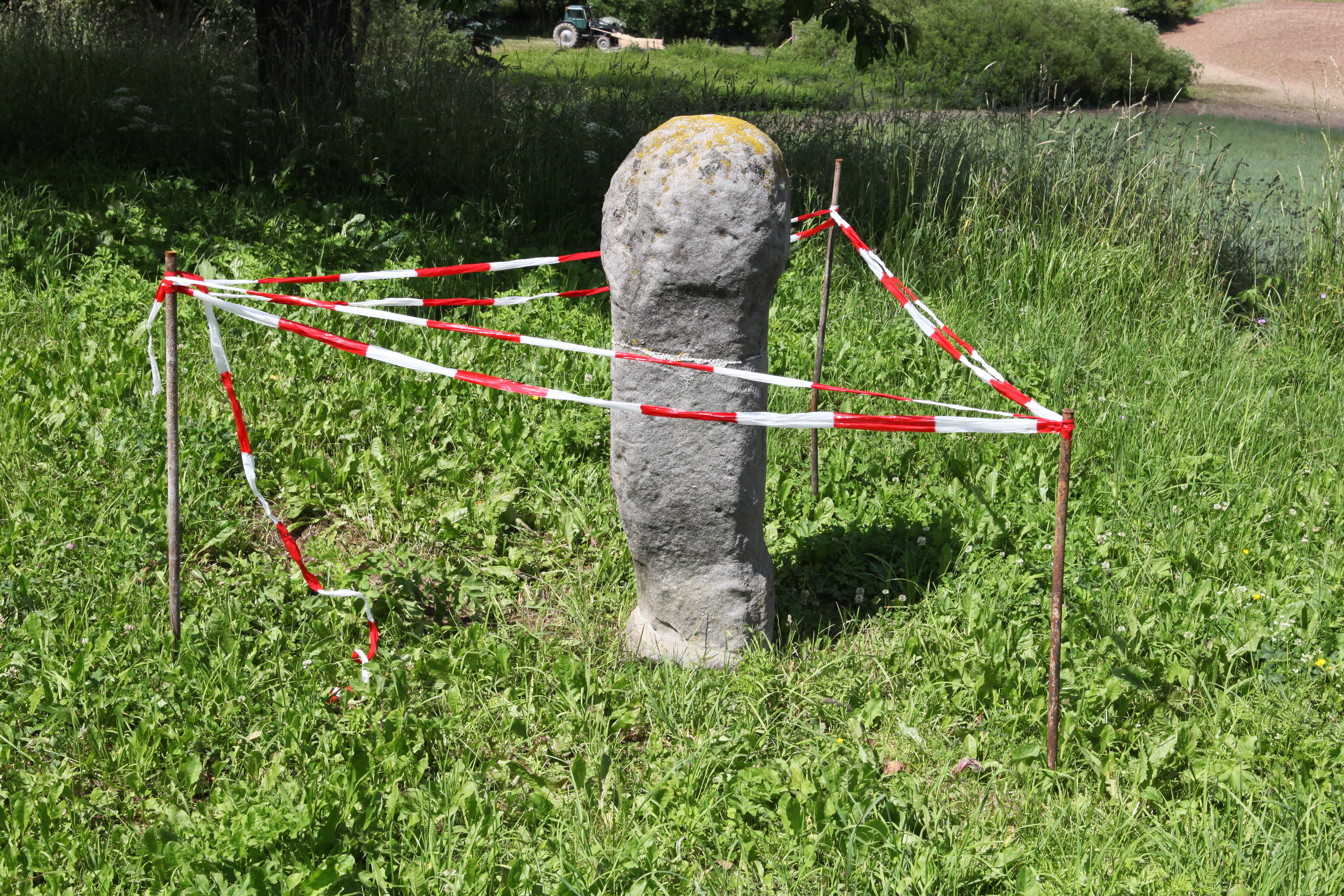
Docke

Das Dorf liegt wenige Hundert Meter nordwestlich von Seltendorf. Am Weg nach Roth steht eine sogenannte Docke. Bei der Sandsteinstele handelt es sich wohl um den Rest eines Bildstocks aus vorreformatorischer Zeit.

## Geschichte
1157 wurde das Dorf erstmals urkundlich erwähnt. 330 Personen wohnten 2008 im Dorf.